# 諾夫霍羅德
諾夫霍羅德是位於烏克蘭東南部扎波羅熱州的村莊，由波洛希區的羅濟夫卡市鎮管轄。該村始建於1843年，面積0.76平方公里，海拔高度181米，2001年人口260人，人口密度每平方公里342.1人。

## 外部連結
- Погода в селі Новгород（页面存档备份，存于）